# Ноелбенсоніт
Ноелбенсоніт (англ. noelbensonite) — рідкісний мінерал, острівний діортосилікат групи лавсоніту.

## Загальний опис
Хімічна формула: BaMn3+2Si2O7(OH)2•H2O. Містить (%): Ba — 29,38; Mn — 23,51; Si — 12,02; H — 0,86; O — 34,23. Форми виділення: крихітні блокові кристали та пучки мікроскопічних волокон. Сингонія ромбічна. Твердість 4. Густина 3,87. Спайність недосконала. Колір темно-коричневий. Риса жовто-коричнева. Блиск скляний, жирний. Напівпрозорий. Спайність недосконала. Осн. знахідка родонітова шахта Вудс (Wood's Rhodonite Mine) (штат Новий Південний Уельс, Австралія). Назва в честь Вільяма Ноеля Бенсона (William Noel Benson) — геолог університету Отаго (Нова Зеландія).